# Abdulla Qədimbəyli
Abdulla Qədimbəyli, noto anche come Abdulla Gadimbayli (Baku, 2 gennaio 2002), è uno scacchista azero.
Ha ottenuto il titolo di Maestro internazionale nel 2017 e di Grande maestro nel 2022.

## Principali risultati
Ha vinto il campionato azero nel 2018 e il campionato del mondo juniores nel 2022.
Con la nazionale azera ha partecipato alle Olimpiadi degli scacchi di Baku 2016, ottenendo +4 –2 =3 in terza scacchiera.
Ha ottenuto il suo più alto rating FIDE in novembre 2022, con 2524 punti Elo.